# Prunet-et-Belpuig
Prunet-et-Belpuig  est une commune française, située dans le centre du département des Pyrénées-Orientales en région Occitanie. Sur le plan historique et culturel, la commune est dans la région des Aspres, un minuscule territoire roussillonnais compris entre les sillons de la Têt au nord et du Tech au sud qui tire son nom de la nature caillouteuse de ses sols.
Exposée à un climat océanique altéré, elle est drainée par le Boulès, l'Ample et par divers autres petits cours d'eau. La commune possède un patrimoine naturel remarquable composé de deux zones naturelles d'intérêt écologique, faunistique et floristique.
Prunet-et-Belpuig est une commune rurale qui compte 45 habitants en 2022, après avoir connu un pic de population de 364 habitants en 1836.  Ses habitants sont appelés les Prunet-Puigois ou  Prunet-Puigoises.

## Géographie

### Localisation
La commune de Prunet-et-Belpuig se trouve dans le département des Pyrénées-Orientales, en région Occitanie.
La commune n'a pas réellement de village centre. Prunet est le nom d'une colline avec une chapelle et un cimetière ; Bellpuig est une autre colline avec les ruines d'un château médiéval. Le hameau où se trouve la mairie s'appelle La Trinité.
Elle se situe à 27 km à vol d'oiseau de Perpignan, préfecture du département, à 18 km de Prades, sous-préfecture, et à 10 km d'Amélie-les-Bains-Palalda, bureau centralisateur du canton du Canigou dont dépend la commune depuis 2015 pour les élections départementales.
La commune fait en outre partie du bassin de vie d'Amélie-les-Bains-Palalda.
Les communes les plus proches sont : 
Boule-d'Amont (2,2 km), Saint-Marsal (2,7 km), La Bastide (3,4 km), Calmeilles (4,2 km), Taulis (4,3 km), Caixas (5,3 km), Taillet (5,5 km), Casefabre (6,1 km).
Sur le plan historique et culturel, Prunet-et-Belpuig fait partie de la région des Aspres. Compris entre les sillons de la Têt au nord et du Tech au sud, ce minuscule territoire roussillonnais tire son nom de la nature caillouteuse de ses sols.

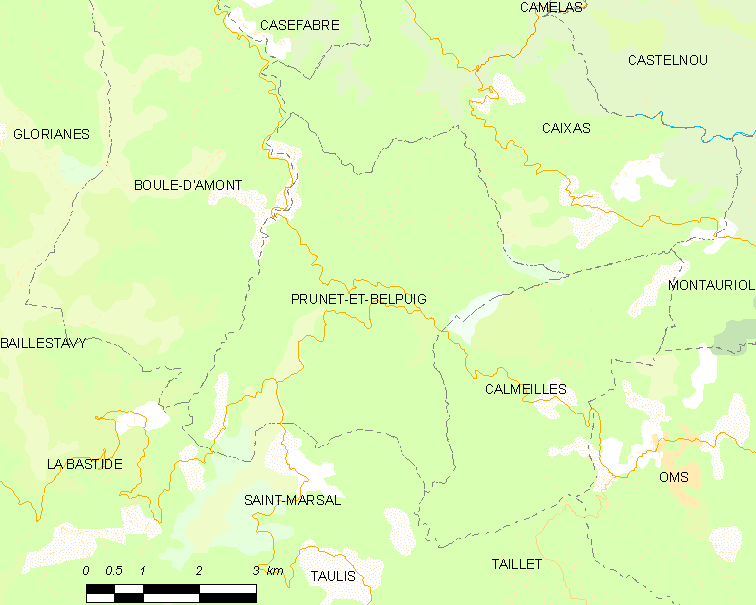
Situation de la commune.

|               | Caixas            |            |
| Boule-d'Amont | Prunet-et-Belpuig | Calmeilles |
| La Bastide    | Saint-Marsal      |            |

### Géologie et relief

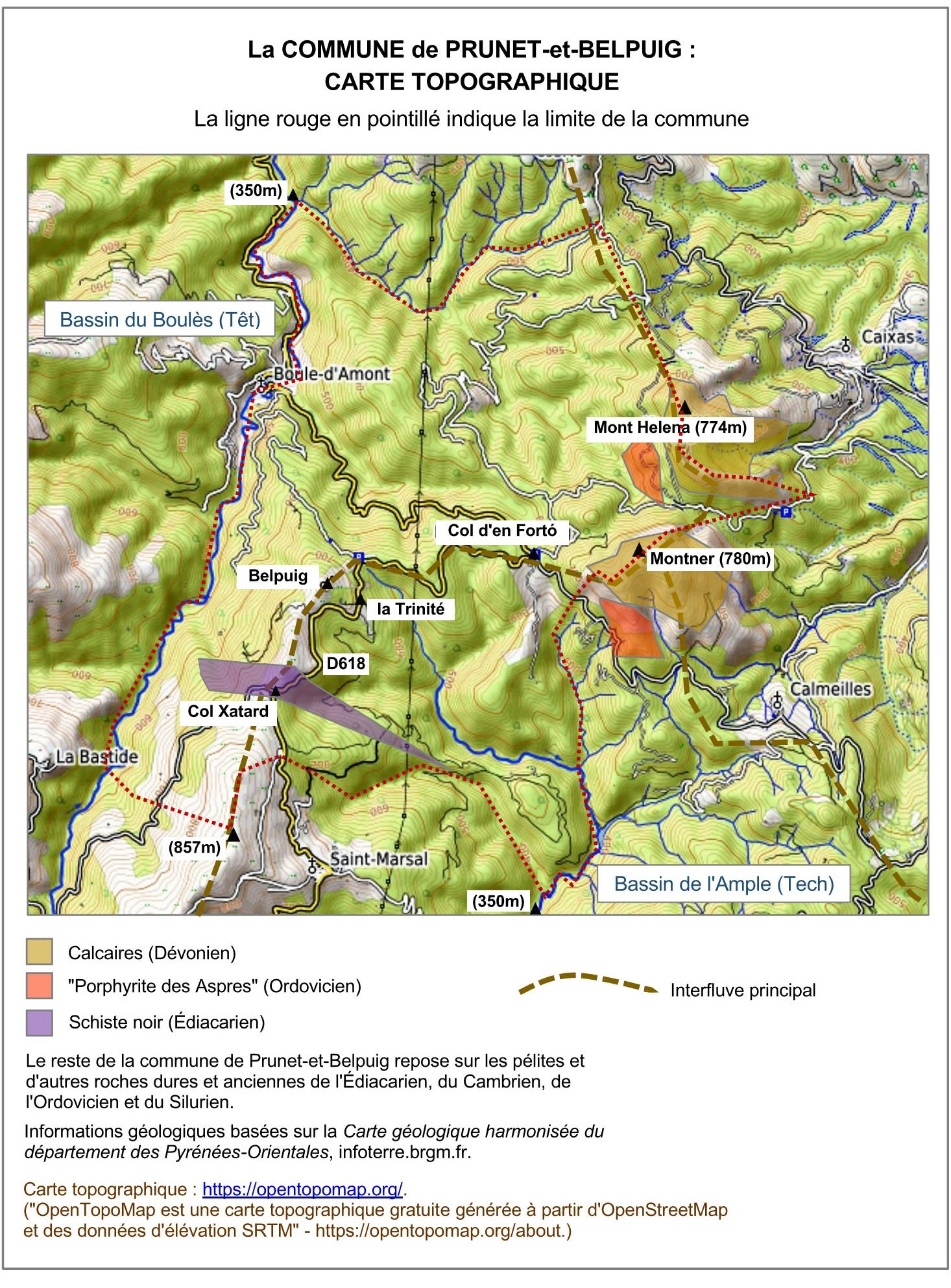

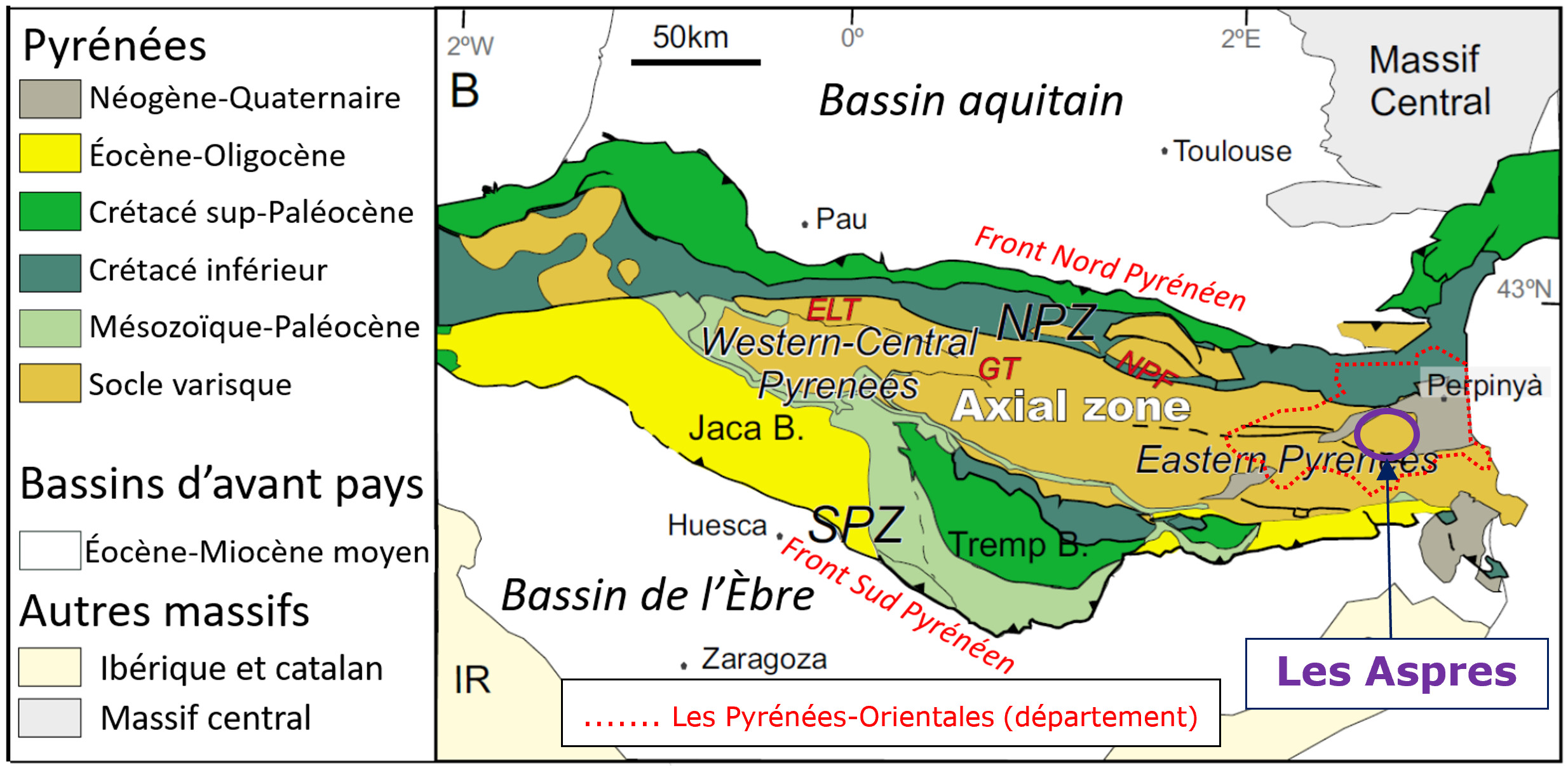
Localisation des Aspres sur une carte géologique simplifiée des Pyrénées.

Prunet-et-Belpuig se situe au cœur de l'unité hercynienne des Aspres, une unité géologique bien définie qui se compose des roches dures et anciennes datant d'environ 550 millions d'années à environ 350 millions d'années (c'est-à-dire des périodes géologiques de l'Édiacarien, du Cambrien, de l'Ordovicien, du Silurien et du Dévonien),,.

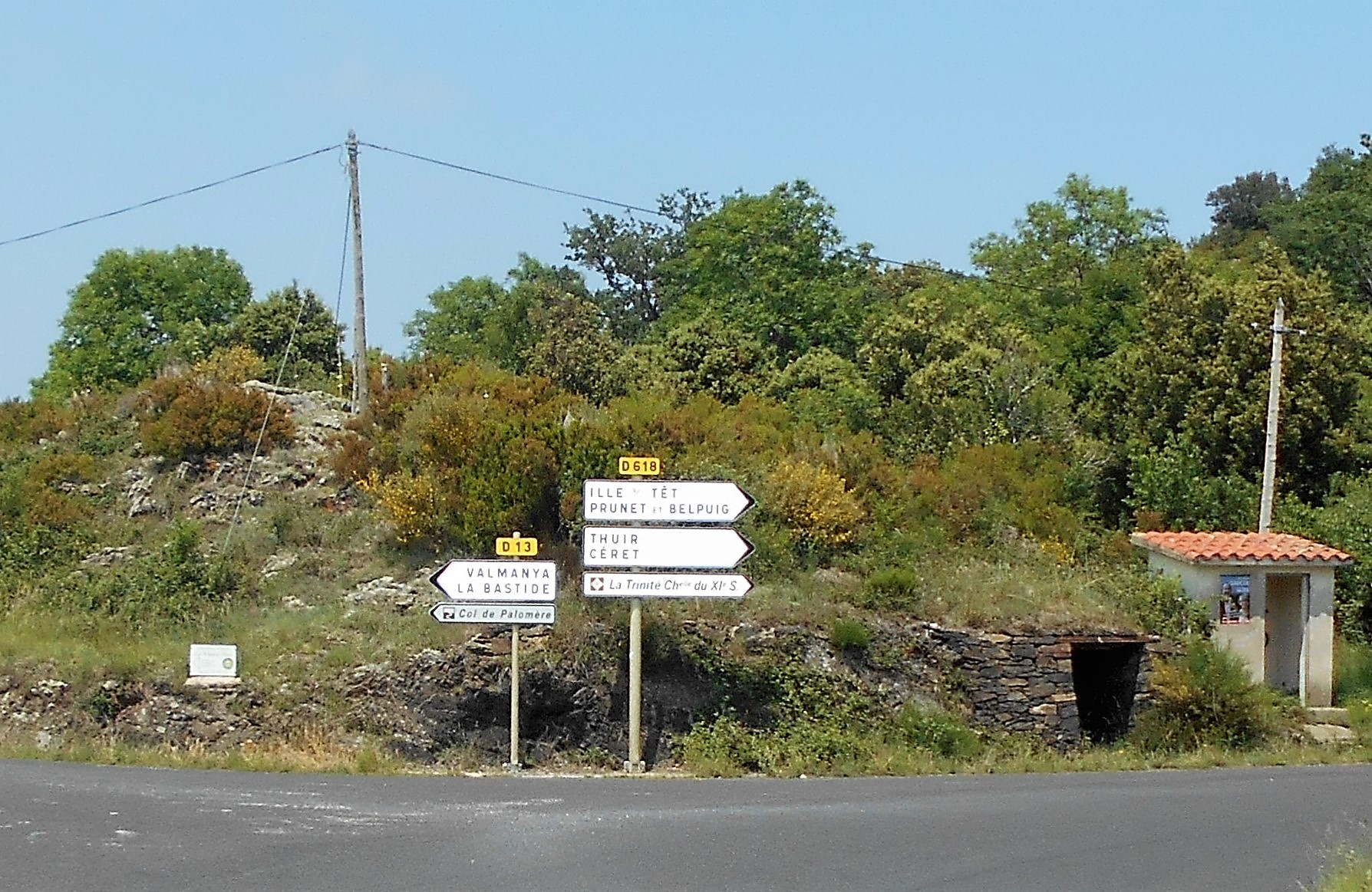
Affleurement de "schiste noir", Col Xatard, Prunet-et-Belpuig.

Ces couches anciennes ont été déposées pour la plupart sous forme de sédiments dans des environnements marins parfois profonds et parfois peu profonds. Puis, à partir d'il y a environ 350 millions d'années, toutes ces formations ont été comprimées entre deux continents convergents, au cours de l'orogenèse hercynienne (ou varsique). Pendant cette période de formation d'une chaîne de montagnes, les couches ont été durcies et fortement déformées par des plissements et des failles. Elles ont également été soumises au métamorphisme, donnant un aspect schisteux à plusieurs de ces formations (comme le "schiste noir" (ampélite de l'Édiacarien) avec son affleurement distinctif au col Xatard).
Ces roches anciennes comprennent, entre autres, des pélites (roches sédimentaires à grain fin métamorphosées), des marbres et des dolomies, des conglomérats et des quartzites. Ces roches sous-tendent aujourd'hui presque toute la commune.
Environ 200 millions d'années plus tard, à partir d'environ 65 millions d'années (Éocène), le bloc hercynien des Aspres s'est retrouvé dans la partie centrale d'une autre zone de construction de montagnes. C'était à l'époque où la plaque tectonique ibérique convergeait avec la plaque eurasienne au nord, provoquant ainsi l'émergence de la chaîne de montagnes pyrénéenne. Aujourd'hui, les Aspres, y compris la zone occupée par la commune de Prunet-et-Belpuig, se trouvent à l'extrémité orientale de la "zone axiale" des Pyrénées.

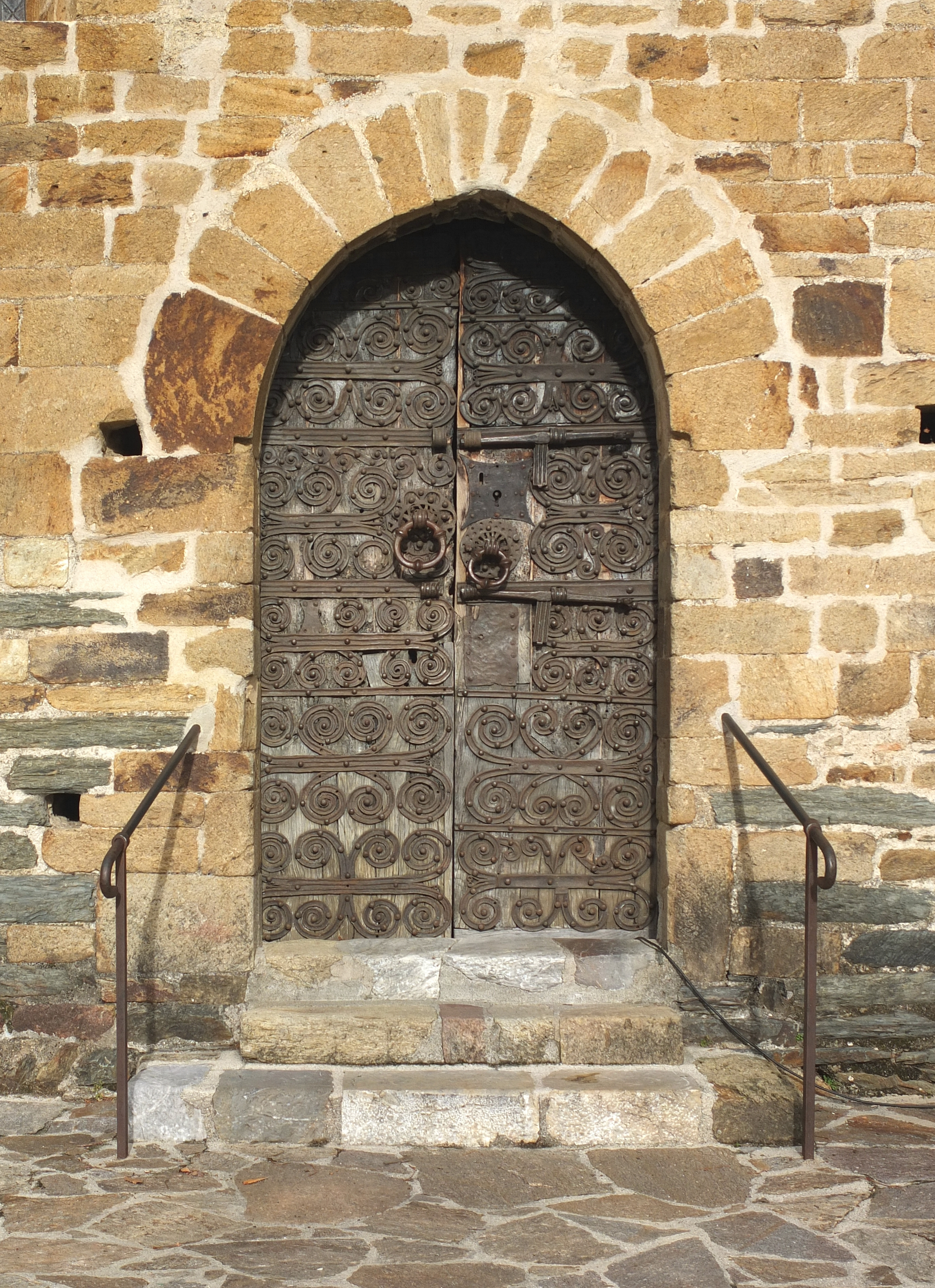
Prunet-et-Belpuig - chapelle de la Trinité. "Mur polychrome en « Porphyrite des Aspres » (ocre) et en Schistes d'Evol (verdâtres)".

Parmi les caractéristiques géologiques notables de la commune de Prunet-et-Belpuig, on peut citer les suivantes :
1 - Le mont Helena, qui est situé dans la partie est de la commune et qui marque la limite entre les communes de Prunet-et-Belpuig et Caixas. Il culmine à  774 m d'altitude. Le plateau sommital est un affleurement de calcaires et de marbres du Dévonien moyen et inférieur, situé au-dessus de pentes taillées dans des schistes de l'Ordovicien. En mai 1981, dans une fissure karstique du mont Helena fut découvert un gisement pliocène. Les fouilles ont exhumé quinze espèces de rongeurs, dont Occitanomys montheleni, nommée d'après ce site,.
2 - Montou, au sud et en face de mont Helena, qui est aussi un affleurement de calcaires et de marbres du Dévonien et qui culmine à 780 m d'altitude.
3 - Affleurements de "porphyrite des Aspres", à l'ouest de Mont Helena et de Montner. Cette lave ordovicienne (ryholite et rhyodacite) a été datée d'environ 450 millions d'années,
,.
La commune est classée en zone de sismicité 3, correspondant à une sismicité modérée,.
Le relief est partout vallonné, et abrupt par endroits; mais à une altitude inférieure à 900 mètres. La topographie est typique des Aspres, c'est-à-dire un pays de collines avec des réseaux de vallées assez denses, profondément incisés.

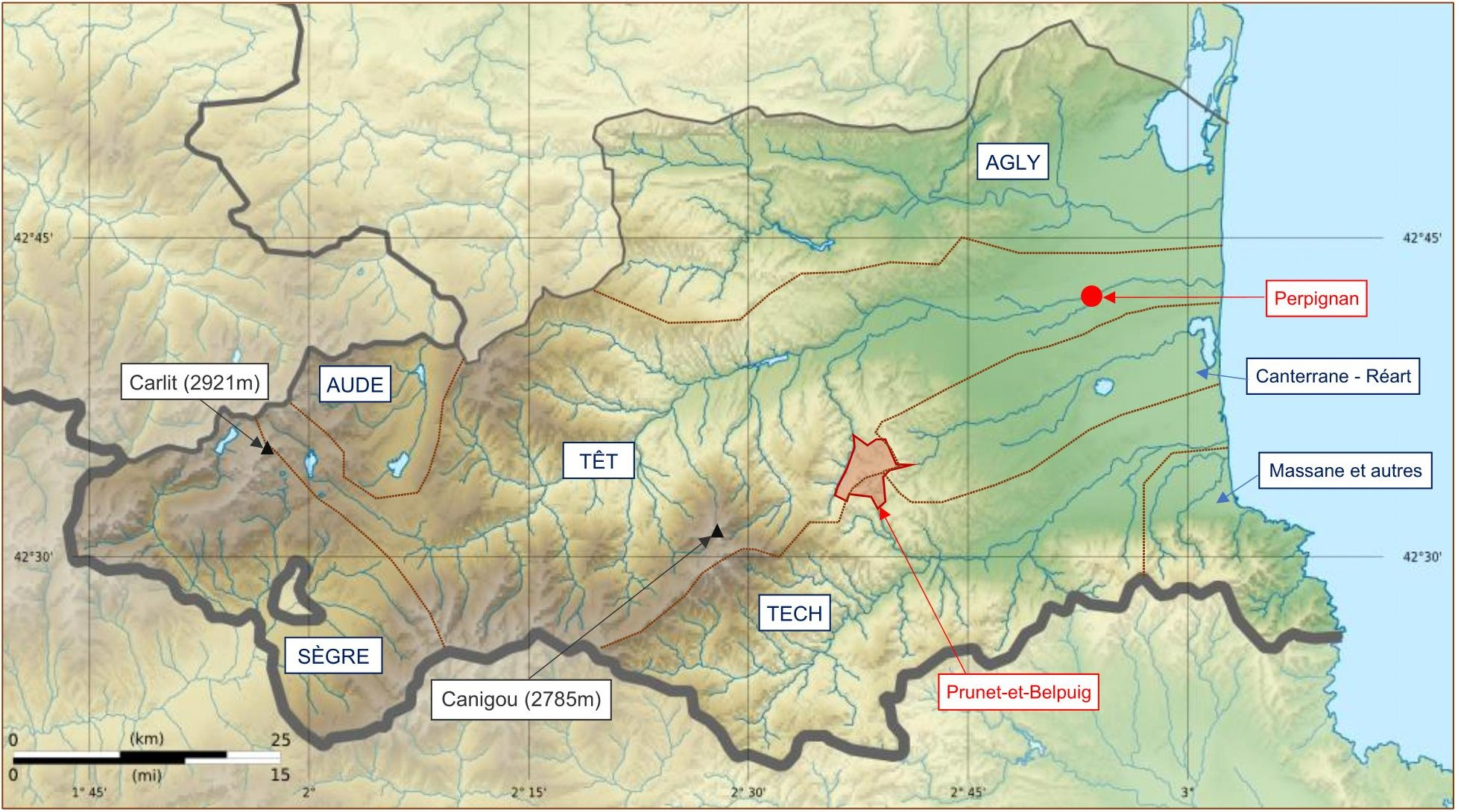
Prunet-et-Belpuig sur une carte topographiqe des Pyrénées-Orientales.

L'altitude varie entre environ 350 mètres (à l'extrémité nord-ouest et sud-est de la commune, dans les vallées du Boulès et de l'Ample) et 857 mètres (sur un interfluve à l'ouest de Saint-Marsal).
Les parties ouest et nord de la commune se trouvent dans le bassin du Boulès, qui descend au nord, vers la vallée de la Têt. La partie sud-est de la commune se trouve dans le bassin de l'Ample, qui descend vers le sud, vers la vallée du Tech.
L'interfluve entre les bassins majeurs de la Têt et du Tech traverse donc la commune. Sur cet interfluve se trouvent certains cols de la route D618 (qui passe par Sant-Marsal vers le nord), dont le col d'en Xatard et le col d'en Fortó. En outre, les vestiges du château de Belpuig se trouvent sur une colline isolée sur cet interfluve, et de ce point, il y a des vues étendues sur les bassins du Boulès et de l'Ample, et vers les hauts plateaux de Mont Helena et Montner.

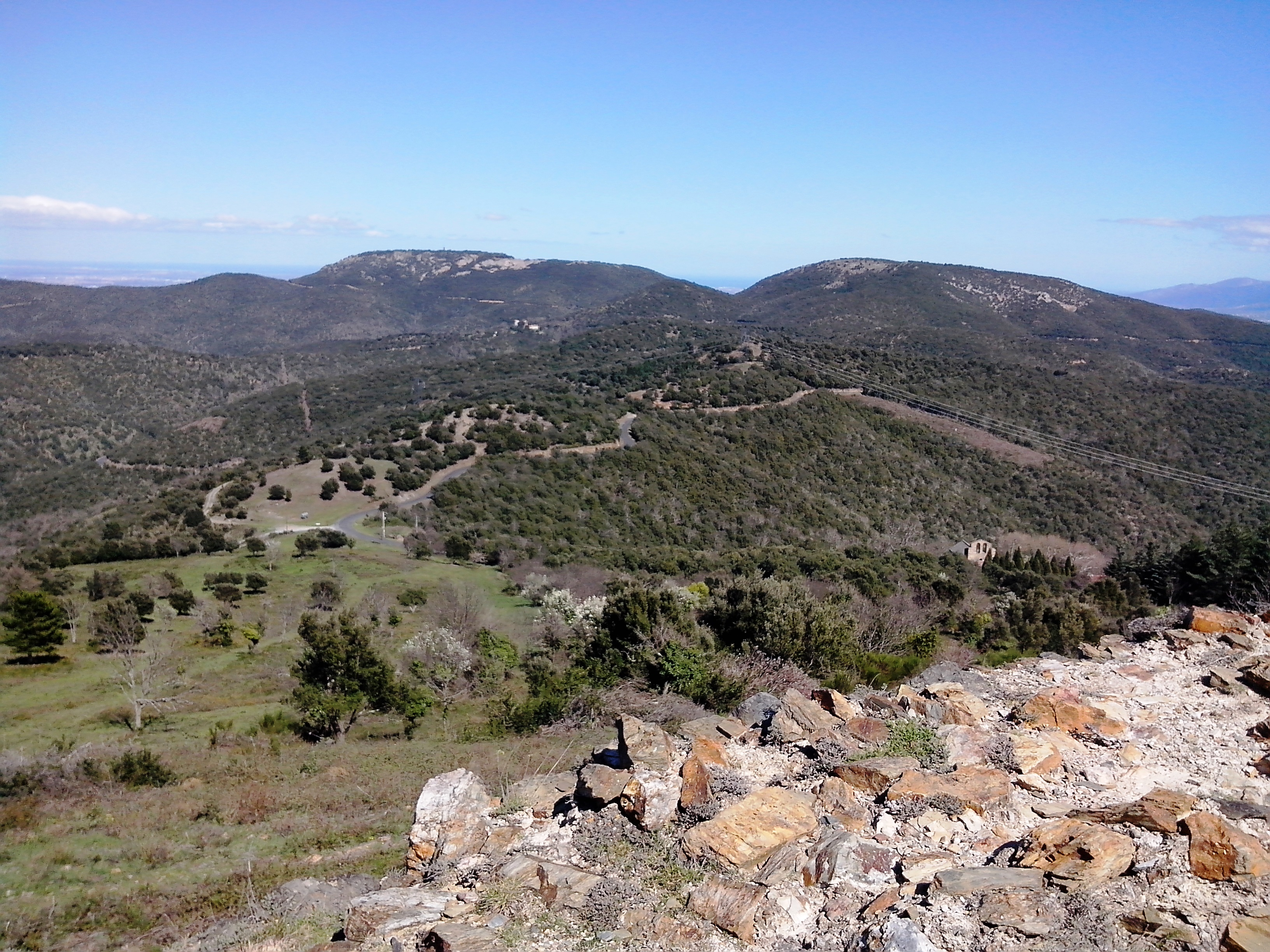
Mont Helena (à gauche) et Montner (à droite) depuis le château de Belpuig. Bassin du Boulès à gauche; bassin de l'Ample à droite. En-dessous du château : la chapelle de la Trinité et la route D618.

### Climat
Pour des articles plus généraux, voir Climat de l'Occitanie et Climat des Pyrénées-Orientales.
En 2010, le climat de la commune est de type climat méditerranéen altéré, selon une étude du CNRS s'appuyant sur une série de données couvrant la période 1971-2000. En 2020, Météo-France publie une typologie des climats de la France métropolitaine dans laquelle la commune est exposée à un climat méditerranéen et est dans la région climatique Pyrénées orientales, caractérisée par une faible pluviométrie, un très bon ensoleillement (2 600 h/an), un air sec, particulièrement en hiver et peu de brouillards.
Pour la période 1971-2000, la température annuelle moyenne est de 11,8 °C, avec une amplitude thermique annuelle de 14,7 °C. Le cumul annuel moyen de précipitations est de 784 mm, avec 5,5 jours de précipitations en janvier et 4,6 jours en juillet. Pour la période 1991-2020, la température moyenne annuelle observée sur la station météorologique la plus proche, située sur la commune de Caixas à 5 km à vol d'oiseau, est de 15,5 °C et le cumul annuel moyen de précipitations est de 729,7 mm,. Pour l'avenir, les paramètres climatiques de la commune estimés pour 2050 selon différents scénarios d’émission de gaz à effet de serre sont consultables sur un site dédié publié par Météo-France en novembre 2022.

### Milieux naturels et biodiversité
L’inventaire des zones naturelles d'intérêt écologique, faunistique et floristique (ZNIEFF) a pour objectif de réaliser une couverture des zones les plus intéressantes sur le plan écologique, essentiellement dans la perspective d’améliorer la connaissance du patrimoine naturel national et de fournir aux différents décideurs un outil d’aide à la prise en compte de l’environnement dans l’aménagement du territoire.
Une ZNIEFF de type 1 est recensée sur la commune :
les « massifs du Mont Hélène et du Montner » (327 ha), couvrant 3 communes du département et une ZNIEFF de type 2, : 
le « massif des Aspres » (28 819 ha), couvrant 37 communes du département.

Carte des ZNIEFF de type 1 et 2 à Prunet-et-Belpuig.
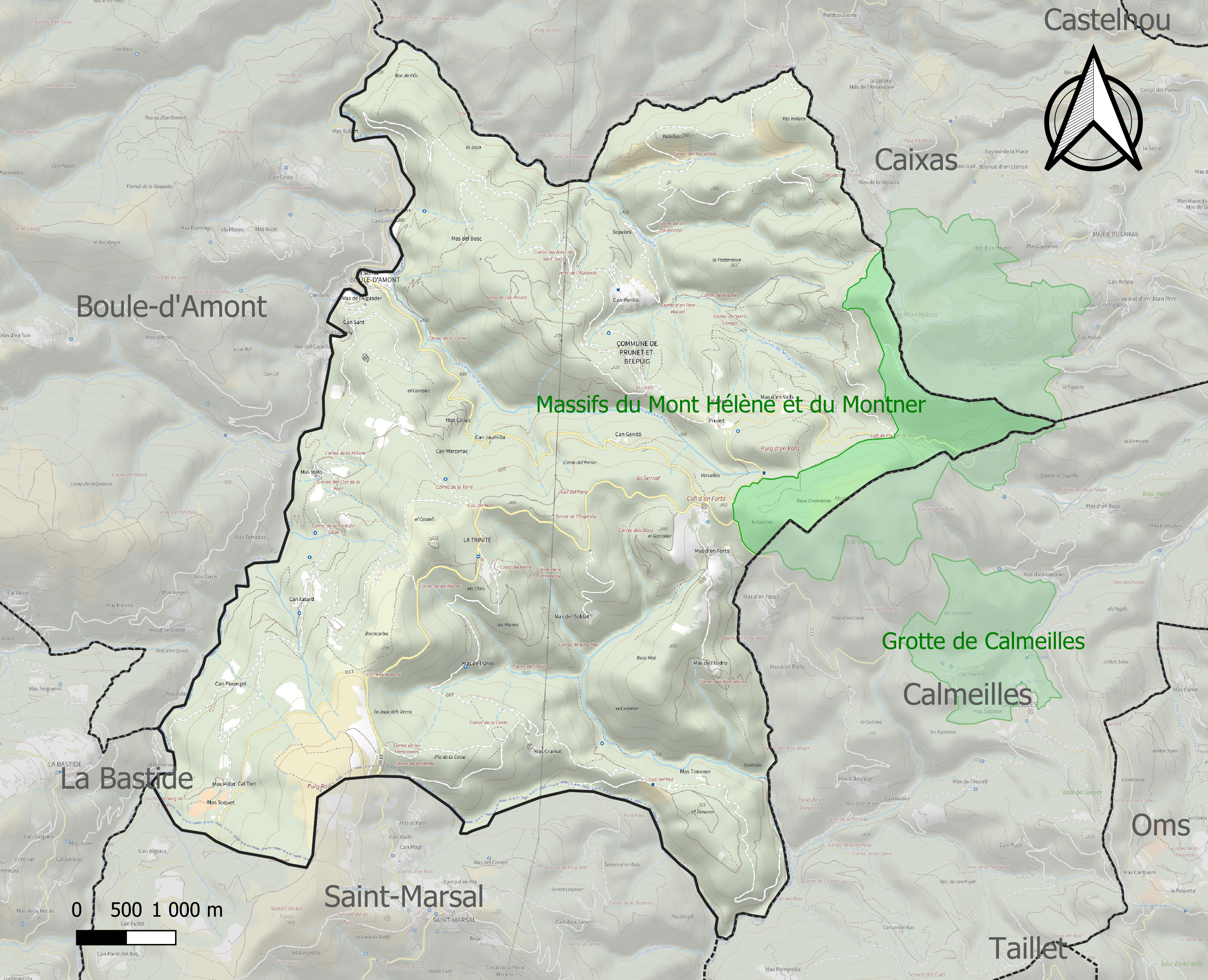
Carte de la ZNIEFF de type 1 sur la commune.
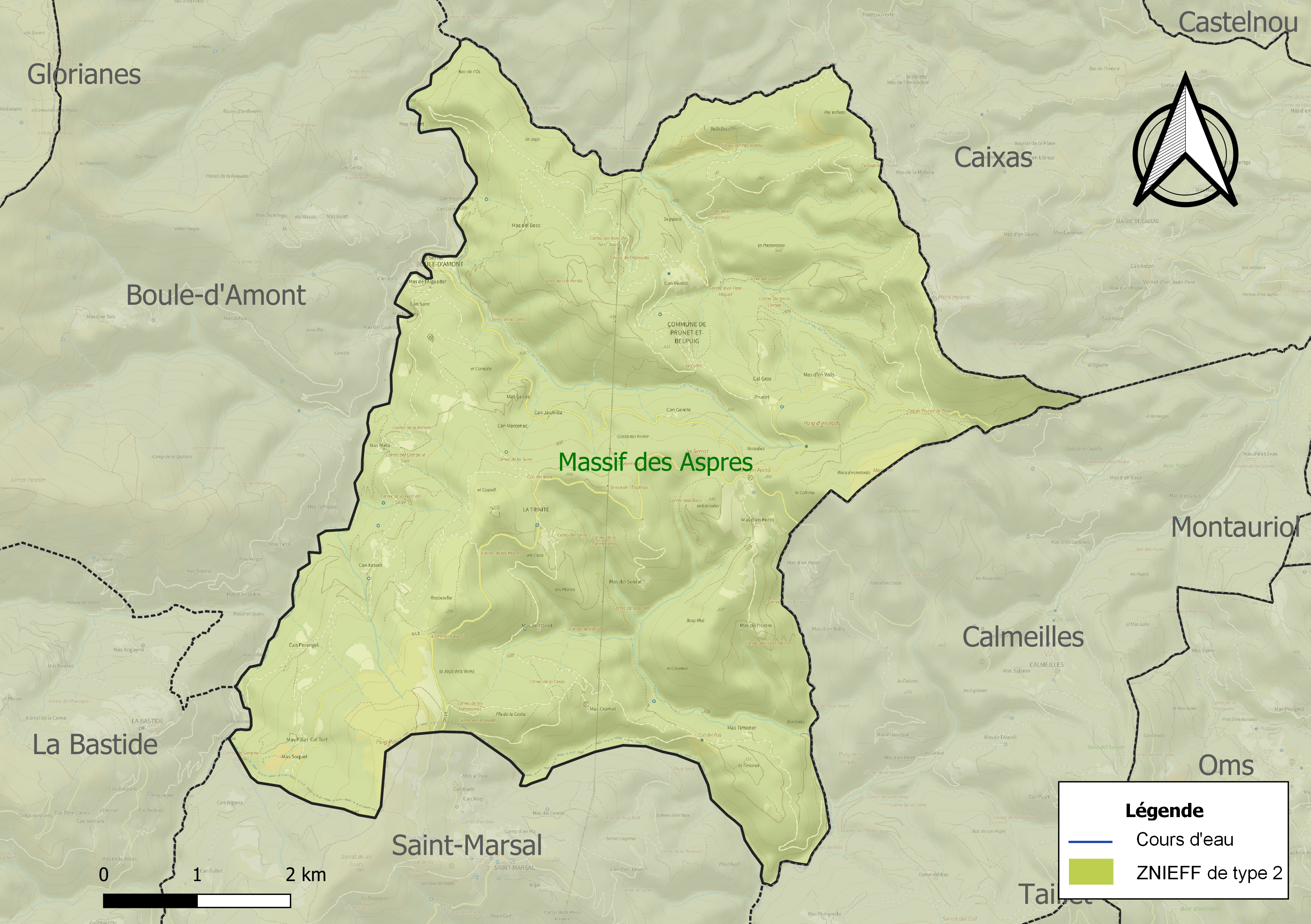
Carte de la ZNIEFF de type 2 sur la commune.

## Urbanisme

### Typologie
Au 1er janvier 2024, Prunet-et-Belpuig est catégorisée commune rurale à habitat très dispersé, selon la nouvelle grille communale de densité à sept niveaux définie par l'Insee en 2022.
Elle est située hors unité urbaine et hors attraction des villes,.

### Occupation des sols
L'occupation des sols de la commune, telle qu'elle ressort de la base de données européenne d’occupation biophysique des sols Corine Land Cover (CLC), est marquée par l'importance des forêts et milieux semi-naturels (96,1 % en 2018), une proportion sensiblement équivalente à celle de 1990 (96,2 %). La répartition détaillée en 2018 est la suivante : 
forêts (89,1 %), milieux à végétation arbustive et/ou herbacée (6,2 %), zones agricoles hétérogènes (2,5 %), prairies (1,4 %), espaces ouverts, sans ou avec peu de végétation (0,8 %). L'évolution de l’occupation des sols de la commune et de ses infrastructures peut être observée sur les différentes représentations cartographiques du territoire : la carte de Cassini (XVIIIe siècle), la carte d'état-major (1820-1866) et les cartes ou photos aériennes de l'IGN pour la période actuelle (1950 à aujourd'hui).

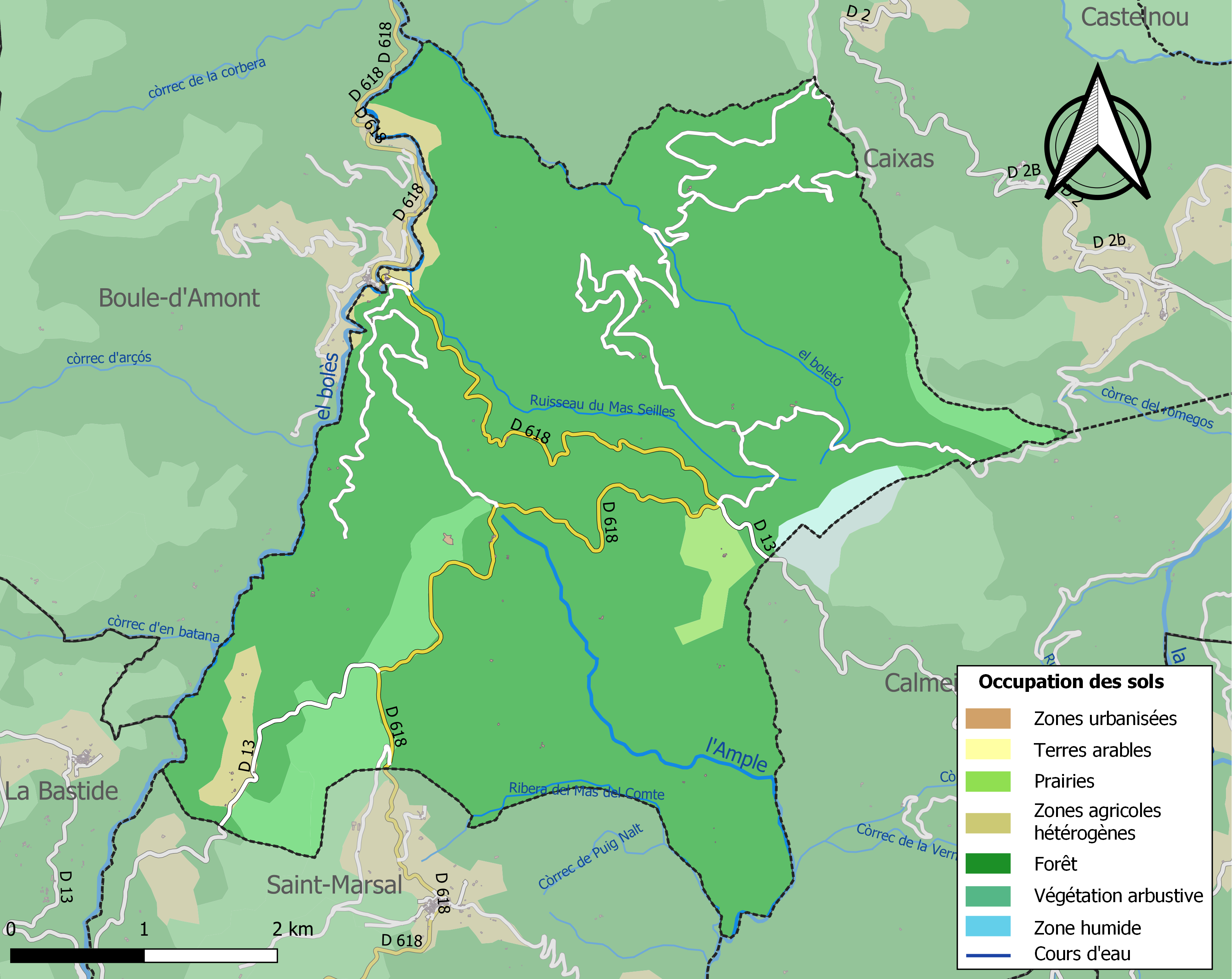
Carte des infrastructures et de l'occupation des sols de la commune en 2018 (CLC).

### Risques majeurs
Le territoire de la commune de Prunet-et-Belpuig est vulnérable à différents aléas naturels : inondations, climatiques (grand froid ou canicule), feux de forêts, mouvements de terrains et séisme (sismicité modérée). Il est également exposé à un risque particulier, le risque radon,.

#### Risques naturels

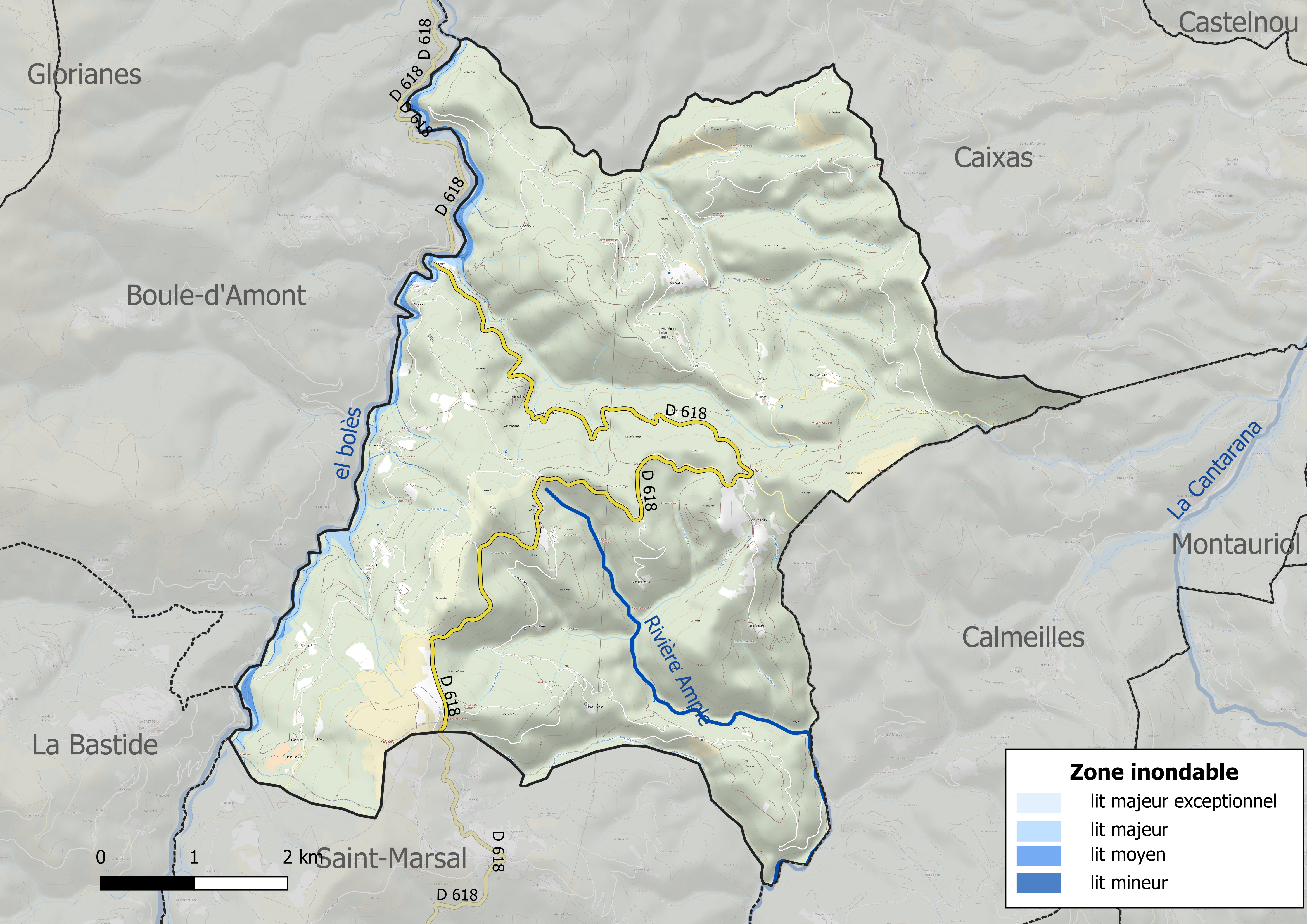
Zones inondables de la commune de Prunet-et-Belpuig.

Certaines parties du territoire communal sont susceptibles d’être affectées par le risque d’inondation par crue torrentielle de cours d'eau du bassin de la Têt.
Les mouvements de terrains susceptibles de se produire sur la commune sont soit des glissements de terrains, soit des chutes de blocs.

#### Risque particulier
Dans plusieurs parties du territoire national, le radon, accumulé dans certains logements ou autres locaux, peut constituer une source significative d’exposition de la population aux rayonnements ionisants. Toutes les communes du département sont concernées par le risque radon à un niveau plus ou moins élevé. Selon la classification de 2018, la commune de Prunet-et-Belpuig est classée en zone 3, à savoir zone à potentiel radon significatif.

## Toponymie
En catalan, le nom de la commune est Prunet i Bellpuig. Le nom de la commune est issu des noms de deux villages : Prunet d'une part, Belpuig de l'autre.
Prunet apparaît dans un texte de 869 sous la forme Prunetus. Ce mot est constitué du latin pruna (« prune ») auquel est accolé le suffixe collectif -etum, l'ensemble désignant un lieu où les pruniers sont nombreux.
Le mot Belpuig est une francisation du catalan Bellpuig. Ce lieu apparaît dans les textes dès 959, mais seulement sous la forme d'une référence à son église dédiée à Saint Pierre. Au XIIe siècle, un château est construit sur une hauteur dominant l'église. En 1241, il est nommé Pulchro Podio (du latin Podium qui désigne un sommet arrondi, et pulcher, « beau »). Les deux noms cohabitent, mais le « beau sommet » prend peu à peu le pas sur le nom de Saint Pierre, l'église étant renommée en église de la Trinité au cours du XVIIe siècle. Le nom est traduit en catalan : bell puig puis calqué sous cette forme en français, le double « ll » mouillé catalan étant remplacé par un « l » simple.

## Politique et administration

### Administration municipale
Le conseil municipal de Prunet-et-Belpuig a refusé, deux années consécutives, d’approuver les budgets primitifs de la commune et du centre communal d’action sociale. 

À la suite de la saisine de la chambre régionale des comptes de Languedoc-Roussillon, ces budgets primitifs 2009 et 2010 ont été réglés par le préfet des Pyrénées-Orientales par arrêtés du 28 juillet 2009 et du 8 juillet 2010.

En conséquence, le conseil municipal de Prunet-de-Belpuig a été dissous par décret du 8 juillet 2011, paru au Journal Officiel le 9 juillet 2011.

### Liste des maires
| Période                                  | Période      | Identité        | Étiquette | Qualité |
| ---------------------------------------- | ------------ | --------------- | --------- | ------- |
|                                          |              |                 |           |         |
| mars 1989                                | 2001         | Francis Braud   | PCF       |         |
| 2001                                     | juillet 2011 | Monique Payré   |           |         |
| septembre 2011                           | En cours     | Benoit Bonacaze |           |         |
| Les données manquantes sont à compléter. |              |                 |           |         |

## Population et société

### Démographie ancienne
La population est exprimée en nombre de feux (f) ou d'habitants (H).
| 1365 | 1378 | 1515 | 1553 | 1709 | 1720 | 1730 | 1767  | 1774 |
| ---- | ---- | ---- | ---- | ---- | ---- | ---- | ----- | ---- |
| 26 f | 18 f | 11 f | 9 f  | 41 f | 40 f | 43 f | 232 H | 43 f |

| 1789 | - | - | - | - | - | - | - | - |
| ---- | - | - | - | - | - | - | - | - |
| 32 f | - | - | - | - | - | - | - | - |

Note :
- 1720 : Pour Prunet et Caixas, Belpuig étant compté avec Saint-Marsal ;

### Démographie contemporaine
L'évolution du nombre d'habitants est connue à travers les recensements de la population effectués dans la commune depuis 1793. Pour les communes de moins de 10 000 habitants, une enquête de recensement portant sur toute la population est réalisée tous les cinq ans, les populations de référence des années intermédiaires étant quant à elles estimées par interpolation ou extrapolation. Pour la commune, le premier recensement exhaustif entrant dans le cadre du nouveau dispositif a été réalisé en 2008.

En 2022, la commune comptait 45 habitants, en évolution de −8,16 % par rapport à 2016 (Pyrénées-Orientales : +3,92 %, France hors Mayotte : +2,11 %).
| 1793 | 1800 | 1806 | 1821 | 1831 | 1836 | 1841 | 1846 | 1851 |
| ---- | ---- | ---- | ---- | ---- | ---- | ---- | ---- | ---- |
| 273  | 287  | 274  | 277  | 313  | 364  | 344  | 356  | 360  |

| 1856 | 1861 | 1866 | 1872 | 1876 | 1881 | 1886 | 1891 | 1896 |
| ---- | ---- | ---- | ---- | ---- | ---- | ---- | ---- | ---- |
| 350  | 305  | 307  | 303  | 254  | 274  | 244  | 262  | 248  |

| 1901 | 1906 | 1911 | 1921 | 1926 | 1931 | 1936 | 1946 | 1954 |
| ---- | ---- | ---- | ---- | ---- | ---- | ---- | ---- | ---- |
| 219  | 252  | 205  | 163  | 142  | 127  | 92   | 84   | 67   |

| 1962 | 1968 | 1975 | 1982 | 1990 | 1999 | 2006 | 2008 | 2013 |
| ---- | ---- | ---- | ---- | ---- | ---- | ---- | ---- | ---- |
| 63   | 55   | 36   | 37   | 52   | 68   | 59   | 57   | 53   |

| 2018 | 2022 | - | - | - | - | - | - | - |
| ---- | ---- | - | - | - | - | - | - | - |
| 49   | 45   | - | - | - | - | - | - | - |

| selon la population municipale des années : | 1968 | 1975 | 1982 | 1990 | 1999 | 2006 | 2009 | 2013 |
| Rang de la commune dans le département      | 195  | 207  | 203  | 200  | 196  | 200  | 200  | 206  |
| Nombre de communes du département           | 232  | 217  | 220  | 225  | 226  | 226  | 226  | 226  |

### Manifestations culturelles et festivités
- Fête patronale : 29 juin[41] ;
- Fête communale : Trinité[41].

## Économie

### Emploi
|                | 2008   | 2013   | 2018   |
| -------------- | ------ | ------ | ------ |
| Commune        | 7,3 %  | 7,5 %  | 19,4 % |
| Département    | 10,3 % | 12,9 % | 13,3 % |
| France entière | 8,3 %  | 10 %   | 10 %   |

En 2018, la population âgée de 15 à 64 ans s'élève à 31 personnes, parmi lesquelles on compte 64,5 % d'actifs (45,2 % ayant un emploi et 19,4 % de chômeurs) et 35,5 % d'inactifs,. En  2018, le taux de chômage communal (au sens du recensement) des 15-64 ans est supérieur à celui du département et de la France, alors qu'en 2008 la situation était inverse.
La commune est hors attraction des villes,. Elle compte 11 emplois en 2018, contre 17 en 2013 et 15 en 2008. Le nombre d'actifs ayant un emploi résidant dans la commune est de 15, soit un indicateur de concentration d'emploi de 73,3 % et un taux d'activité parmi les 15 ans ou plus de 45,7 %.
Sur ces 15 actifs de 15 ans ou plus ayant un emploi, 10 travaillent dans la commune, soit 67 % des habitants. Pour se rendre au travail, 80 % des habitants utilisent un véhicule personnel ou de fonction à quatre roues, 6,7 % les transports en commun et 13,3 % n'ont pas besoin de transport (travail au domicile).

### Activités hors agriculture
4 établissements sont implantés  à Prunet-et-Belpuig au 31 décembre 2019.
Le secteur des autres activités de services est prépondérant sur la commune puisqu'il représente 25 % du nombre total d'établissements de la commune (1 sur les 4 entreprises implantées  à Prunet-et-Belpuig), contre 8,5 % au niveau départemental.

### Agriculture
|               | 1988 | 2000 | 2010 | 2020 |
| ------------- | ---- | ---- | ---- | ---- |
| Exploitations | 6    | 3    | 6    | 4    |
| SAU (ha)      | 107  | 269  | 565  | 337  |

La commune est dans le Conflent, une petite région agricole occupant le centre-ouest du département des Pyrénées-Orientales. En 2020, l'orientation technico-économique de l'agriculture  sur la commune est l'élevage bovin, orientation mixte lait et viande. Quatre exploitations agricoles ayant leur siège dans la commune sont dénombrées lors du recensement agricole de 2020 (six en 1988). La superficie agricole utilisée est de 337 ha,,.

## Culture locale et patrimoine

### Monuments et lieux touristiques
Prunet-et-Belpuig a la particularité de ne pas posséder de monument aux morts sur son territoire.
- La chapelle de la Trinité, d'époque romane, qui abrite un splendide Christ roman du XIIe siècle. L'édifice a été classé au titre des monuments historiques en 1951[46].
- Château de Belpuig, construit au tournant du XIVe siècle par les vicomtes de Castelnou, dont les ruines dominent la chapelle de la Trinité.

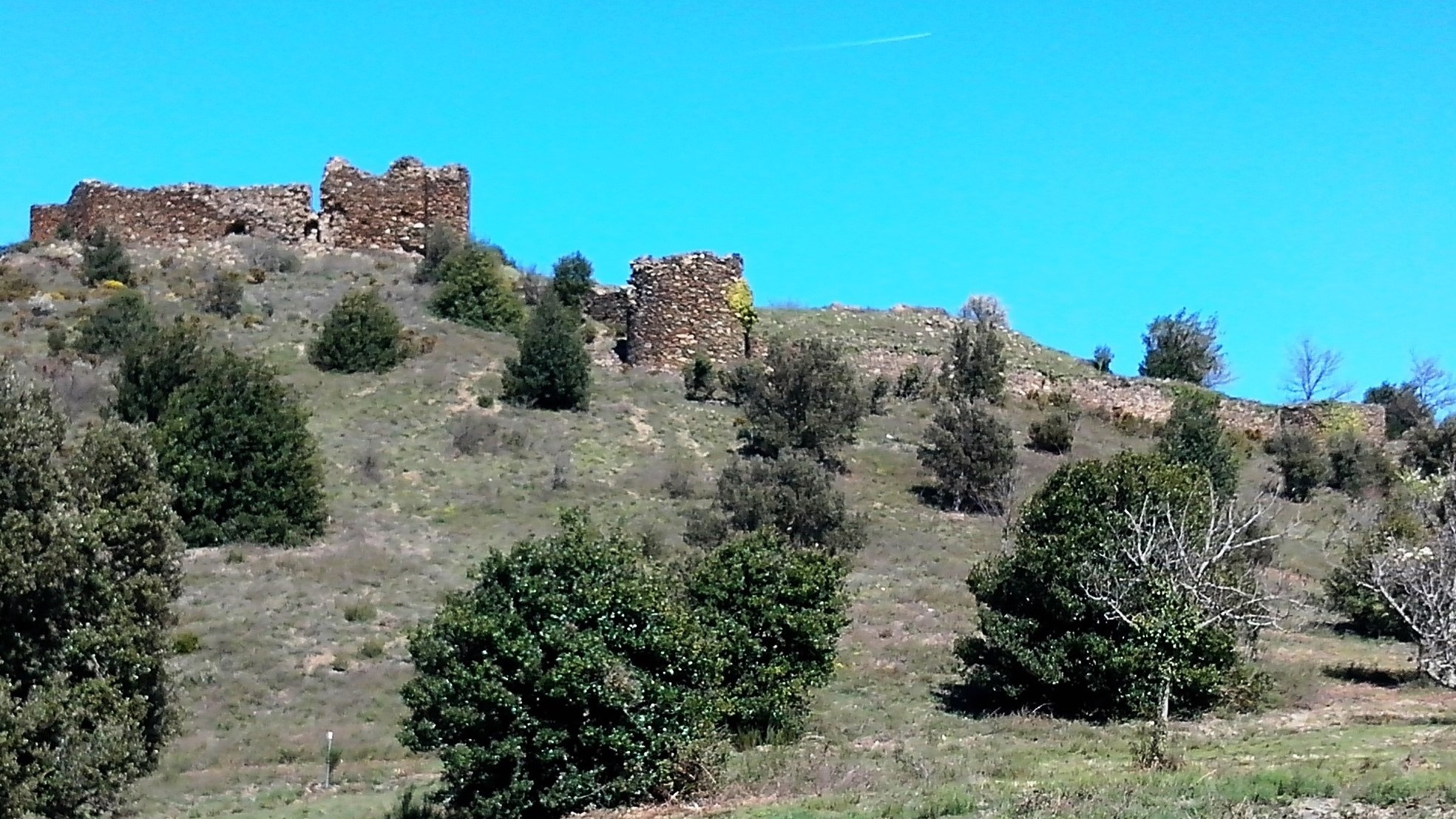
Ruines du château de Belpuig.

- Église Saint-Étienne de Prunet, église romane. L'édifice a été classé au titre des monuments historiques en 2004[47]. Une statue de la Vierge à L'Enfant est référencée dans la base Palissy[47].